# تری‌اتیل‌آمونیوم استات
تری‌اتیل‌آمونیوم استات (به انگلیسی: Triethylammonium acetate) با فرمول شیمیایی (CH۳CH۲)۳NHOCOCH۳ یک ترکیب شیمیایی با شناسه پاب‌کم ۱۶۵۲۹۵ است. که جرم مولی آن 161.24 g/mol می‌باشد. 